# موزه یادبود سوم اسفند
بنای موزه یادبود سوم اسفند مربوط به دوره سلجوقیان - دوره صفوی است و در شهرستان قزوین روستای آقابابا واقع شده و این اثر در تاریخ ۲۰ بهمن ۱۳۵۵ با شمارهٔ ثبت ۱۳۳۰ به‌عنوان یکی از آثار ملی ایران به ثبت رسیده است.